# Triple Crown of Hiking

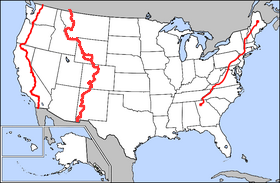
Hartă a Triple Crown of Hiking

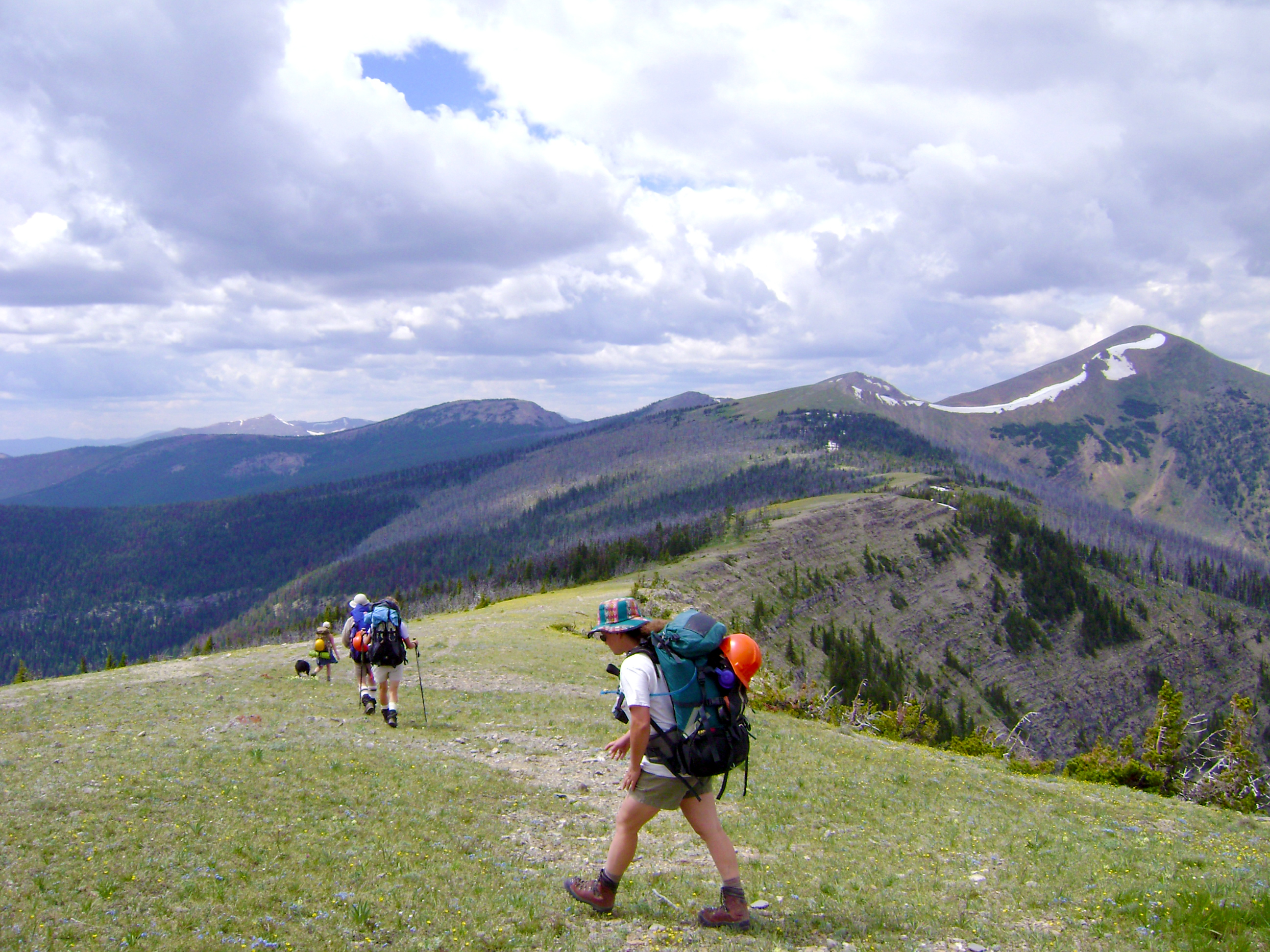
Drumeți pe traseul Continental Divide în Bob Marshall Wilderness Area, Montana.

Triple Crown of Hiking (în română: Tripla Coroană a Drumeției) desemnează principalele trei căi de drumeție de lungă distanță din Statele Unite ale Americii:
1. Pacific Crest Trail, care merge de la frontiera mexicană până la frontiera canadiană, pe o lungime de 4.240 de kilometri, traversând Sierra Nevada și Munții Cascadelor;
2. Appalachian Trail, lungă de circa 3.510 kilometri, între Springer Mountain, în Pădurea Națională Chattahoochee-Oconee, în Georgia și Muntele Katahdin în Parcul de Stat Baxter, în Maine;
3. Continental Divide Trail, urmează, pe circa 5.000 de kilometri, crestele muntoase pe cumpăna apelor de pe Continental Divide, de-a lungul Munților Stâncoși, de la frontiera canadiană la frontiera mexicană.

Lungimea cumulată a potecilor este de vreo 12.750 km cu o denivelare pozitivă de 300 km. Douăzeci și două de state sunt vizitate de drumețul care parcurge întregul traseu.

## Triple Crowners
Drumeții care parcurg fiecare dintre aceste trei trasee de la un capăt la celălalt primesc titlul de Triple Crowners. Acest titlu este acordat din 1994 de American Long Distance Hiking Association – West (ALDHA–West) (în română: „Asociația Americană de drumeții pe distanțe lungi – Vest (ALDHA–West)”). În noiembrie 2019, doar 440 de drumeți erau recunoscuți drept Triple Crowners.
Cu toate acestea, unii drumeți parcurseseră deja cu succes toate cele trei trasee. Prima persoană cunoscută care a finalizat Triple Crown a fost Eric Ryback. Ryback a început să meargă pe traseul Appalachian în 1969, când avea doar 16 ani. Apoi el a terminat Pacific Crest Trail în 1970 și și-a descris, în anul următor, experiența în cartea The High Adventure of Eric Ryback: Canada to Mexico on Foot. În sfârșit, Ryback a încheiat parcursul Continental Divide Trail în 1972 și l-a povestit în cea de-a doua carte a sa, The Ultimate Journey.
În 2017, Christian Geiger, în vârstă de 9 ani, a devenit cel mai tânăr Triple Crowner. Însoțit de tatăl său vitreg Dion Pagonis, el a terminat, în mod succesiv, Traseul Appalachian, la vârsta de 5 ani (2013),, apoi Pacific Crest Trail la 6 ani (2014), și în sfârșit Continental Divide Trail (2016-2017).
Christine Thürmer, drumeață germană și autoare de non-ficțiune, cunoscută publicului din spațiul românesc prin promovarea traseului de anduranță și de lungă distanță Via Transilvanica, este una dintre persoanele deținătoare a Triple Crowner of Hiking. În aprilie 2004, Christine Thürmer a străbătut pe jos traseul Pacific Crest Trail, în iunie 2007, a pornit în drumeție pe Continental Divide Trail (CDT) spre sud, pe care l-a finalizat în noiembrie 2007, iar în iunie 2008, ea a zburat în SUA pentru a parcurge Appalachian Trail (AT) spre sud. Christine Thürmer a primit Triple Crown of Hiking din partea Asociației americane de drumeții pe distanțe lungi, în noiembrie 2008. 

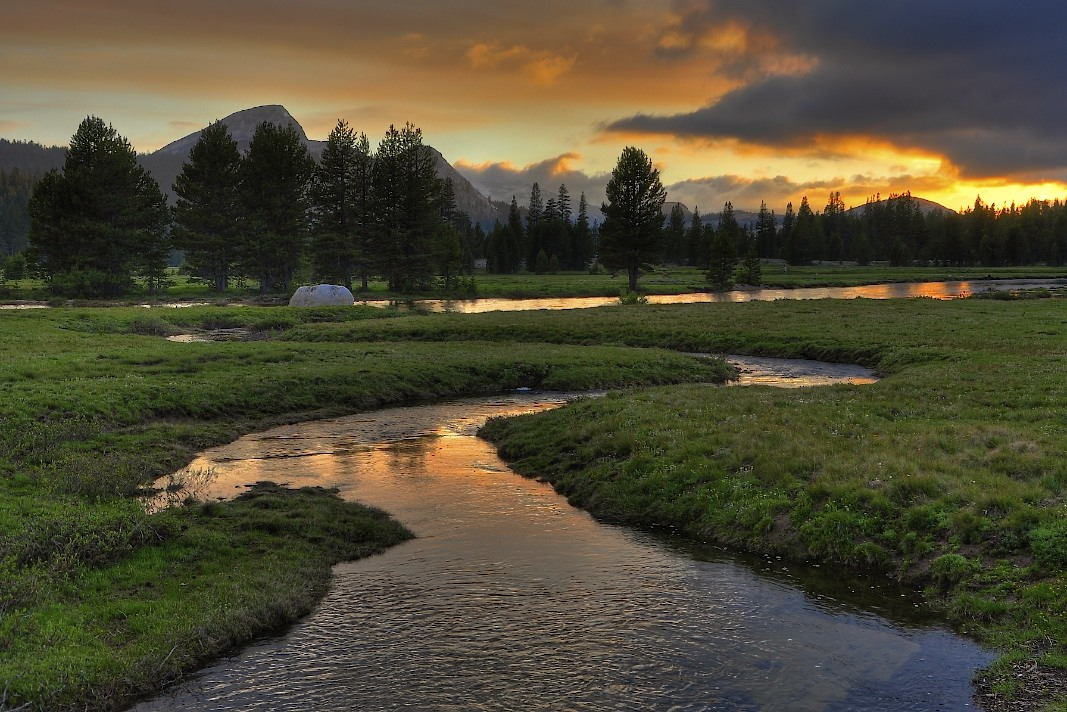
Tuolumne Meadows pe Pacific Crest Trail
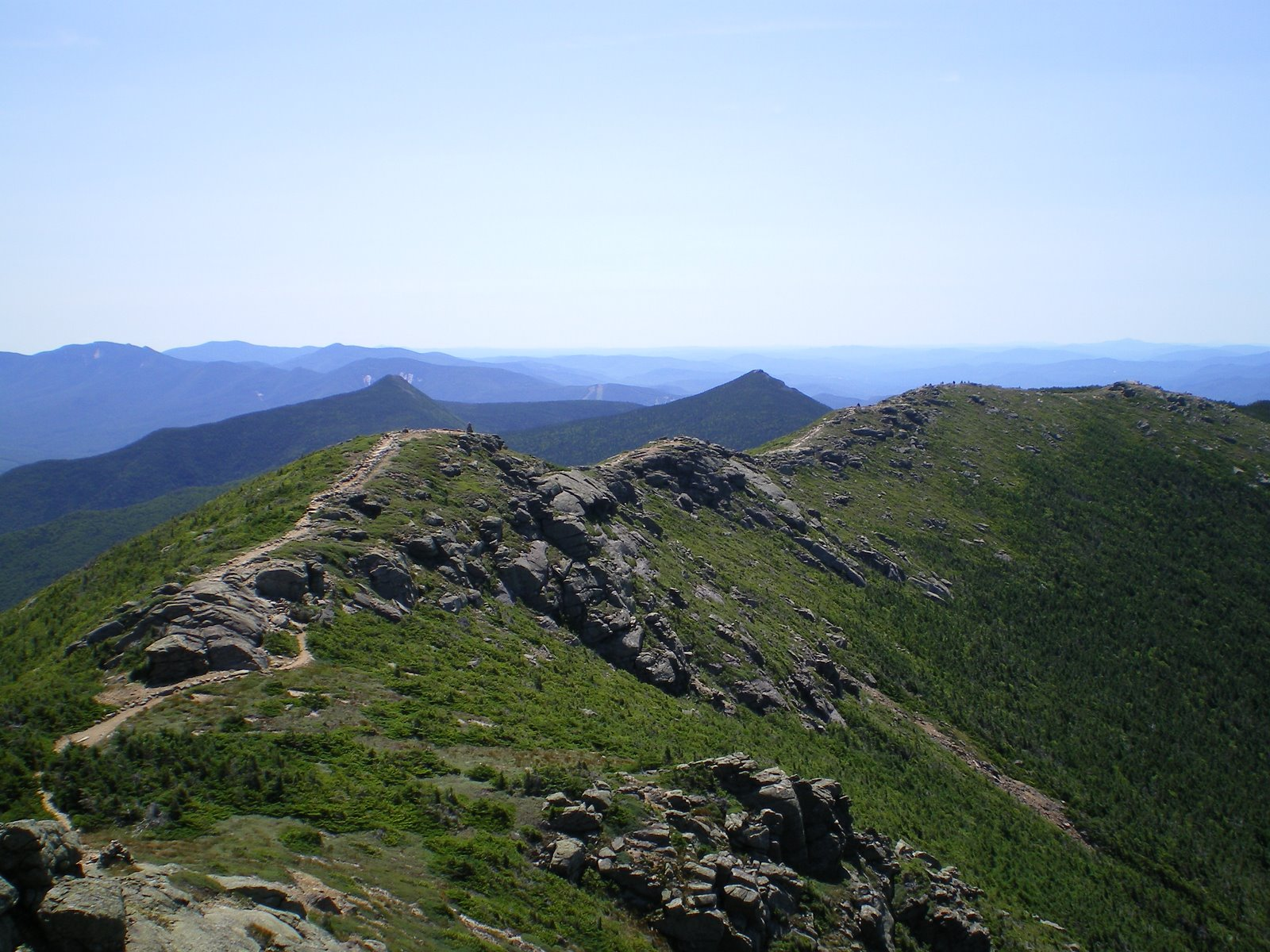
Franconia Ridge pe Traseul Appalachian
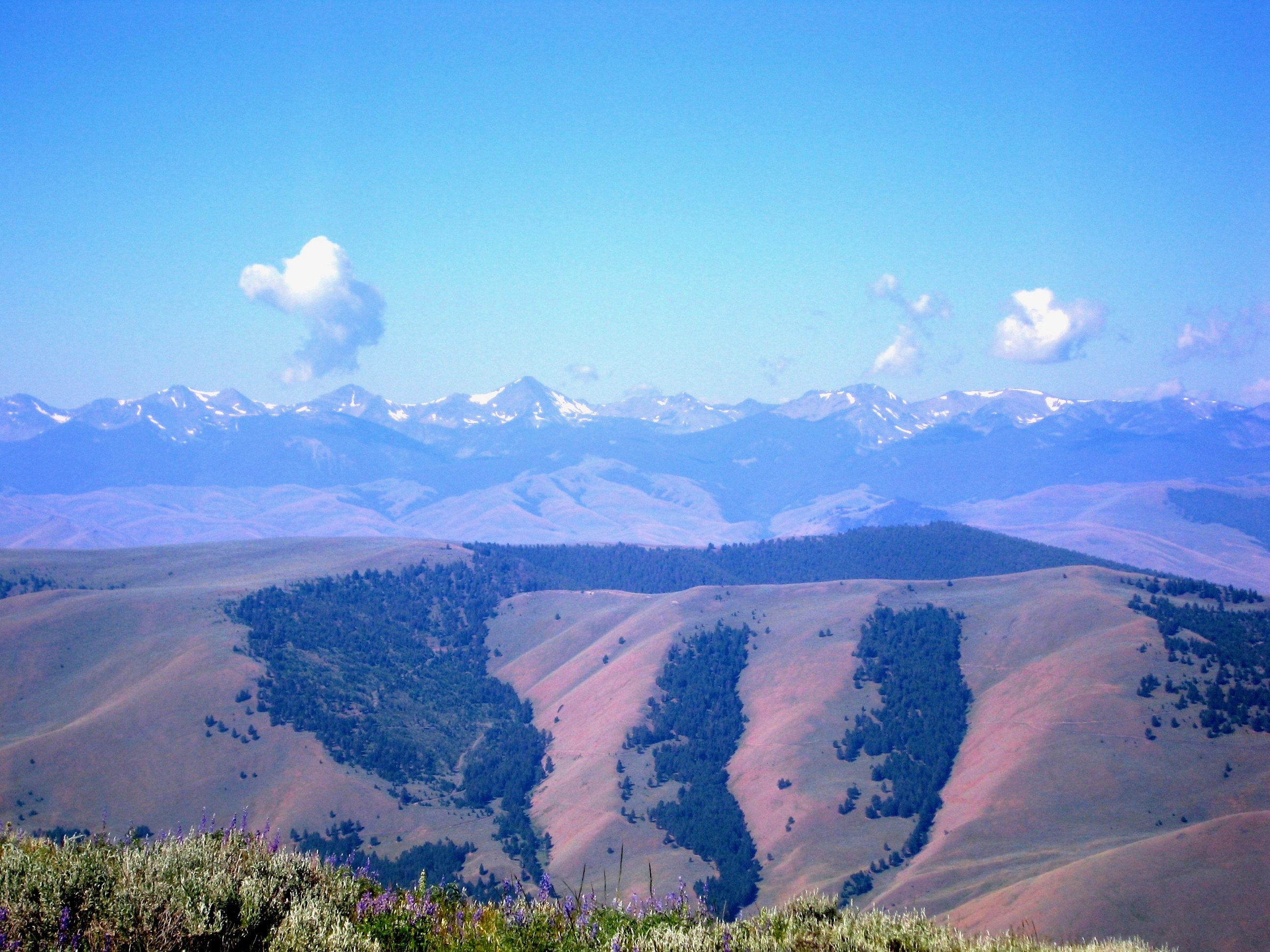
Lemhi Pass pe Continental Divide Trail.